# クロエ (ルフェーブルの絵画)
『クロエ』（仏: Chloé）は、フランスの画家ジュール・ジョゼフ・ルフェーブルによって1875年に描かれた、260x139cmの若いパリの少女の油彩画。絵は1909年以来、オーストラリアのメルボルンにあるヤング・アンド・ジャクソンホテルの上階のバーに展示されている。彼女は「メルボルンのシンボル」として知られており、オーストラリア海軍のアデレード級フリゲート5番艦メルボルンのマスコットでもある。

## 歴史
『クロエ』は1875年にサロン・ド・パリで初めて公開され、大きな成功を収めた。その成功により、ルフェーブルは1875年に名誉金賞を受賞した。作品はその後、1879年のシドニー万国博覧会や、1880年のメルボルン万国博覧会のフランス美術展などで展示された。
『クロエ』は、メルボルンのロンズデール・ストリートのトーマス・フィッツジェラルドによって850ギニーで購入された。日曜日に絵が展示されると、論争が起こった。長老派会議は、この絵が日曜には余りにもスキャンダラスであると見なしたため、最終的にギャラリーから取り除かれなければならなかった。フィッツジェラルドが1908年に死亡した時、その絵はノーマン・フィグスビー・ヤングによってオークションにかけられた。ヘンリー・ヤングとトーマス・ジャクソンは、1908年にノーマン・フィグスビー・ヤングから『クロエ』を購入し、彼らが経営するホテルのバーに絵を置いた。

## 兵士への影響
『クロエ』は、第一次世界大戦、第二次世界大戦、朝鮮戦争、ベトナム戦争の間に多くの兵士を魅了した。彼らは戦闘で出発する前にバーを頻繁に訪れた。何千人もの兵士がヤング・アンド・ジャクソンホテルに行って酒を飲んだり、仲間と共に彼女を見た。トルコの塹壕、フランス、パプアニューギニアから彼女に充てて手紙が届き、もう一度戻ってくると約束した。アメリカの兵士たちは彼女を誘拐する計画を立てていた。

## 展覧会
- サロン・ド・パリ展覧会 1875年
- シドニー万国博覧会（英語版） 1879年
- メルボルン万国博覧会 1880年
- アデレード・ギャラリー展覧会 1883年
- ブレイミーハウス・ウーマンズオーグズィリアリー
- ファンドレイザー 1940年
- ビクトリア国立美術館 1883年、1995年、2000年

## 受賞
- 1875年 - 名誉金賞
- 1879年 - シドニー万国博覧会最優秀賞
- 1880年 - メルボルン万国博覧会最優秀賞

## 損傷と修復
2004年9月24日金曜日の午後8時半、パブの客が絵を落として、厚さ5-ミリメートル (0.20 in)の保護ガラスに長い垂直の亀裂が生じた。美術専門家は、被害は軽微であり、絵画の全体的な価値に影響を与えないと語った。絵は新しい保護策としてドイツのガラスが輸入されるのを待つ中で、メルボルンのイアン・ポッター美術館のイアン・ポッター保護センターで修復された。絵は最終的に復元され、2004年10月13日にヤング・アンド・ジャクソンホテルに戻された。

## モデル
この絵画のモデルは、クロエではなくマリーという名前だった。彼女は1856年に貧しい家庭で生まれた、ペルシャ人の子孫だった。彼女は若い時に家を出て、自分自身と姉妹の生計を立てるためにアーティストの前でポーズをとり始めた。ルフェーブルが『クロエ』を描いた時、彼女は19歳だった。ルフェーブルと彼女の関係を取り巻く多くの論争があるが、この関係の真相については見解が統一されていない。彼女は彼と性的な関係をもっていたと主張する論者もいれば、彼を拒否したという論者もいる。別の記述では、彼がマリーと彼女の姉妹の両方を誘惑したという。事実がどうであれ、ルフェーブルが『クロエ』の絵を完成して1年後、彼はマリーの姉妹と結婚した。それから1年後、マリーは近所の友人とパーティーを行うが、その時彼女はキッチンに行って、毒物を作って飲んだ。彼女の自殺の正確な動機は不明だが、ルフェーブルに対する彼女の一方的な愛のためにそれを行ったという推測もある。

## ヤング・アンド・ジャクソンホテル
『クロエ』は、1988年にオーストラリアのナショナル・トラストが決定したように、ホテルの一部として恒久的に残されることになっている。ホテルには無料の紹介ツアーや企画があり、人々に絵画の歴史、起源、隆盛を解説する。